# Viseo
De Viseo is een kunststof gasfles, die is ontwikkeld door Shell Gas (LPG) in samenwerking met Composite Scandinavia A.B.

## Ontwikkeling van de Viseo
De Viseo werd voor het eerst in 2005 in Frankrijk geïntroduceerd door Shell Gas (LPG), en ontving hiervoor de onderscheiding "Janus de l'Industrie" van "L'Institut Français du Design" (Het Franse Instituut voor Design). In Frankrijk werd de fles door Butagaz S.A als butaan variant geïntroduceerd. In 2009 is de Viseo in Nederland als propaan variant door Shell Gas (LPG) gelanceerd.

## Product specificaties
De Viseo is opgemaakt uit een doorzichtig drukbestendig glasvezel reservoir (met een waterinhoud van 20,6 liter) en een kunststof verpakking die de gebruiker de mogelijkheid geeft om de gasinhoud in de reservoir af te lezen. De verpakking is uitgerust met schokdempende elementen en een waterdoorlatende voet om corrosie te voorkomen. De Viseo is 550mm hoog en heeft een diameter van 306mm. Door het gebruik van hoogwaardige kunststof materialen weegt de fles leeg 6,7 kg. De fles wordt door Shell Gas (LPG) met 8 kg propaan verkocht waardoor het totaal gewicht van een volle fles uitkomt op 14,7 kg. De Viseo heeft een afsluiter type "quick-on" die het mogelijk maakt de fles met één handomdraai aan te sluiten aan de regelaar.

## Toepassingen
De voornaamste toepassingen van de Viseo zijn koken en verwarming in een recreatieve omgeving. Bijvoorbeeld op de boot, in de caravan of op het terras.